# Грязный протест
Гря́зный проте́ст (англ. Dirty protest, или no wash protest) — одна из составляющих пятилетнего (1976—1981) конфликта, вызванного отменой Special Category Status по отношению к ирландским республиканцам из Ирландской республиканской армии и Ирландской национальной освободительной армии британским правительством. Протест проходил в тюрьме Мэйз и женской тюрьме Арма, заключался в отказе от умывания, ломании мебели, измазывании стен и пола фекалиями и менструальной кровью, и имел целью добиться выполнения следующих пяти требований:
1. права не носить тюремную униформу;
2. права не делать тюремную работу;
3. права на свободу связи с другими заключёнными, а также на организацию образовательных и развлекательных мероприятий;
4. права на один визит, одно письмо и одну посылку каждую неделю;
5. полного права на помилование (full restoration of remission lost through the protest).[4]

Начало протеста в марте 1978 года было связано с тем, что заключённые стали отказываться от выхода в туалет и душ из камеры, так как они подвергались при этом избиению со стороны тюремщиков; заключённые попросили установить душевые кабины в камерах, но им было отказано. Руководство тюрьмы иногда добивалось освобождения камер с тем, чтобы очистить их, но, вернувшись, заключённые вновь измазывали стены. К середине 1978 года так протестовало 200—300 человек, и информация о протесте проникла в СМИ всего мира.
Женская тюрьма Арма присоединилась к протесту в феврале 1980 года.
В июне 1980 года Европейская комиссия по правам человека отклонила иск четырёх заключённых о бесчеловечности условий тюрьмы, признав эти условия созданными самими заключёнными для привлечения внимания; это утвердило позицию британского правительства.
Ввиду отсутствия результатов грязного протеста и одеяльного протеста заключённые перешли к голодовкам, важнейшей из которых стала голодовка 1981 года.